# کفرلاها، حماة
کفرلاها (به عربی: کفرلاها) یک روستا در سوریه است که در ناحیه وادی العیون واقع شده‌است. کفرلاها ۳۷۹ نفر جمعیت دارد.